# Mary Baker Eddy
Mary Baker Eddy (Bow, Nova Hampshire, 16 de julho de 1821 — Newton, 3 de dezembro de 1910) foi uma teóloga e fundadora da religião da Ciência Cristã, em 1866. 
Autora do livro  Ciência e Saúde com a Chave das Escrituras, no qual baseava sua doutrina, fundou a primeira Igreja de Cristo, Cientista, em Boston, Estados Unidos, além de ter criado e sido presidente da Faculdade de Metafísica de Massachusetts.  Em dezembro de 2006, Mary Baker figurou na lista de 100 nomes da Revista americana The Atlantic como uma das pessoas que mais influenciou a história Americana.

## Nascimento e infância
Filha de Mark Baker e Abgail Barnard Ambrose, Mary Baker Eddy era a caçula de uma família compostas de três irmãos - Samuel, Albert e George Sulivan - e de duas irmãs - Abigail e Martha - tendo sido educada num lar cristão puritano. A família pertencia à Igreja Congregacional Trinitária, à qual Mary filiou-se aos 12 anos de idade. Na ocasião, numa entrevista com o pastor, declarou-lhe não aceitar a doutrina da predestinação - um dos artigos de fé do Calvinismo.
Sofria de uma doença crônica e, estimulada pela devoção cristã de sua mãe Abigail Baker, lia diariamente a Bíblia buscando inspiração para suas orações, nos Salmos e nas promessas bíblicas, devotando em Deus suas esperanças de alcançar a cura completa de sua delicada saúde.

## Casamento e maternidade
Em 1843, casou-se com um maçom, o coronel George Washington Glover, que morreu um ano depois, deixando-a grávida de seis meses. Mary Baker retornou à casa de seus pais, onde nasceu seu filho: George Washington Glover Junior. Com a saúde debilitada e com dificuldades para se sustentar financeiramente, Mary Baker teve seu filho afastado por seus familiares, aos quatro anos de idade.
Em 1853, Mary Baker casou-se com Daniel Patterson, dentista e homeopata, com a promessa de trazer seu filho para junto dela, o que não se concretizou. 
Devido ao adultério do marido, divorciou-se em 1873. Em 1877, Mary Baker casou-se com Asa Gilbert Eddy, que foi o primeiro a declarar-se publicamente um cientista cristão. Trabalhava em tempo integral com a cura cristã, recebendo pacientes. Foi um incansável ativista da causa de Cristo, na ciência cristã. Mary Baker tornou-se viúva em 1882.

## Investigações preliminares
Estimulada pelo segundo marido, Patterson, Mary Baker pesquisou a cura pela homeopatia. Em 1862, aconselhada pela irmã, submeteu-se a um tratamento pela hidroterapia no Instituto Hidroterapia do doutor Vail. Na sequencia chegou ao conhecimento de Patterson alguns relatos sobre um certo Phineas P. Quimby, o qual começava a fazer curas na cidade de Portland, no Maine. Mary Baker foi conhecê-lo. Sua saúde melhorou, nas primeiras consultas, mas logo em seguida voltou ao estado inicial. A conclusão a que ela chegou, com essa experiência, foi de que as curas operadas por Quimby eram baseadas no hipnotismo. Como resultado de suas próprias investigações das pseudo-curas operadas por Quimby, Mary Baker concluiu que ele não sabia explicar como as curas aconteciam; ela também observou que Quimby não tinha nenhuma inclinação religiosa. Conclusão que é reforçada pela historiografia registrada pelo filho de Quimby.

## A Cura Cristã
Em uma noite fria de fevereiro de 1866, as ruas estavam cobertas de gelo. Mary Baker dirigia-se a pé para uma reunião da Liga Feminina Antialcoólica, da Legião dos Bons Templários de Linn, da qual era presidente. Ela então escorregou e sofreu uma queda violenta. Foi levada inconsciente para uma casa nas proximidades. O médico que a atendeu diagnosticou uma contusão cerebral, lesões internas e um comprometimento da coluna vertebral. No dia seguinte ela dispensou o uso dos remédios recomendados e solicitou ser levada para sua casa em Swampscott.
Os jornais da época noticiaram seu estado crítico de saúde. No domingo, um pastor foi visitá-la, não encontrando nela nenhuma esperança de recuperação. Tendo ficado sozinha, voltou-se para a Bíblia e abriu-a no 3.º capítulo de Marcos. Ao ler a cura da mão ressequida, feita por Jesus Cristo, teria sentido imediatos efeitos curativos por todo o seu corpo. Segundo narrado em seu próprio livro, teria se levantado, chocando os presentes. Alegava, ademais, que, diante de uma súbita recaída, ela novamente abriu a Bíblia no capítulo 9.º de Mateus, na cura do paralítico. sendo que a mera leitura teria curado-a completamente Depois dessa cura, dedicou os três anos seguintes a estudar profundamente a Bíblia e ao desenvolvimento da Ciência Cristã, alegando ter curado todos os casos de pacientes que vinham até ela. Mary Baker passava a alegar que todas as doenças tinham origem mental, em razão de "pensamentos negativos", e que poderiam ser curadas através de uma clara compreensão de Deus perfeito e homem perfeito, ou o mero pensamento positivo.
Ela então positivou suas ideias, publicando, em 1875, o livro Ciência e Saúde com Chave das Escrituras (Science and Health with Key to the Scriptures). Mary Baker fundou sua igreja, estabelecendo a Ciência cristã como um movimento religioso.

## Faculdade de Metafísica de Massachusetts
Mary Baker fundou a Faculdade de Metafísica de Massachusetts, em Boston, que funcionou no período 1881–1889 ela foi sua presidente. A despeito do nome, a faculdade não se dedicava ao estudo da Metafísica, e sim do procedimento de cura pseudocientífico desenvolvido por Mary Baker, o qual alega que mero pensamento positivo e orações, mesmo induzidos por terceiros, seriam totalmente capazes de curar doenças e lesões físicas, sem a utilização de remédios ou terapias.  
A Faculdade teria formado cerca de quatro mil "Sanadores", como se denominam os referidos sacerdotes, que regressavam a seus locais de origem para praticar o "sistema de cura" de Baker, por meio da oração que ali aprendiam, diretamente, com Mary Baker. Esses alunos passaram a ser conhecidos, publicamente, como Praticistas da Ciência Cristã. 
Em 1889, a Faculdade de Metafísica foi fechada, a pedido da sua presidente, tendo sido reaberta à posteriormente, em 1899, como um órgão integrante da Igreja Mãe, chamado de Conselho de Educação. Este Conselho continua a formar e diplomar professores de Ciência Cristã, que são incumbidos de disseminar o ensino da Ciência Cristã nos diversos países em que existem igrejas filiais da religião.  

## Biblioteca Mary Baker Eddy

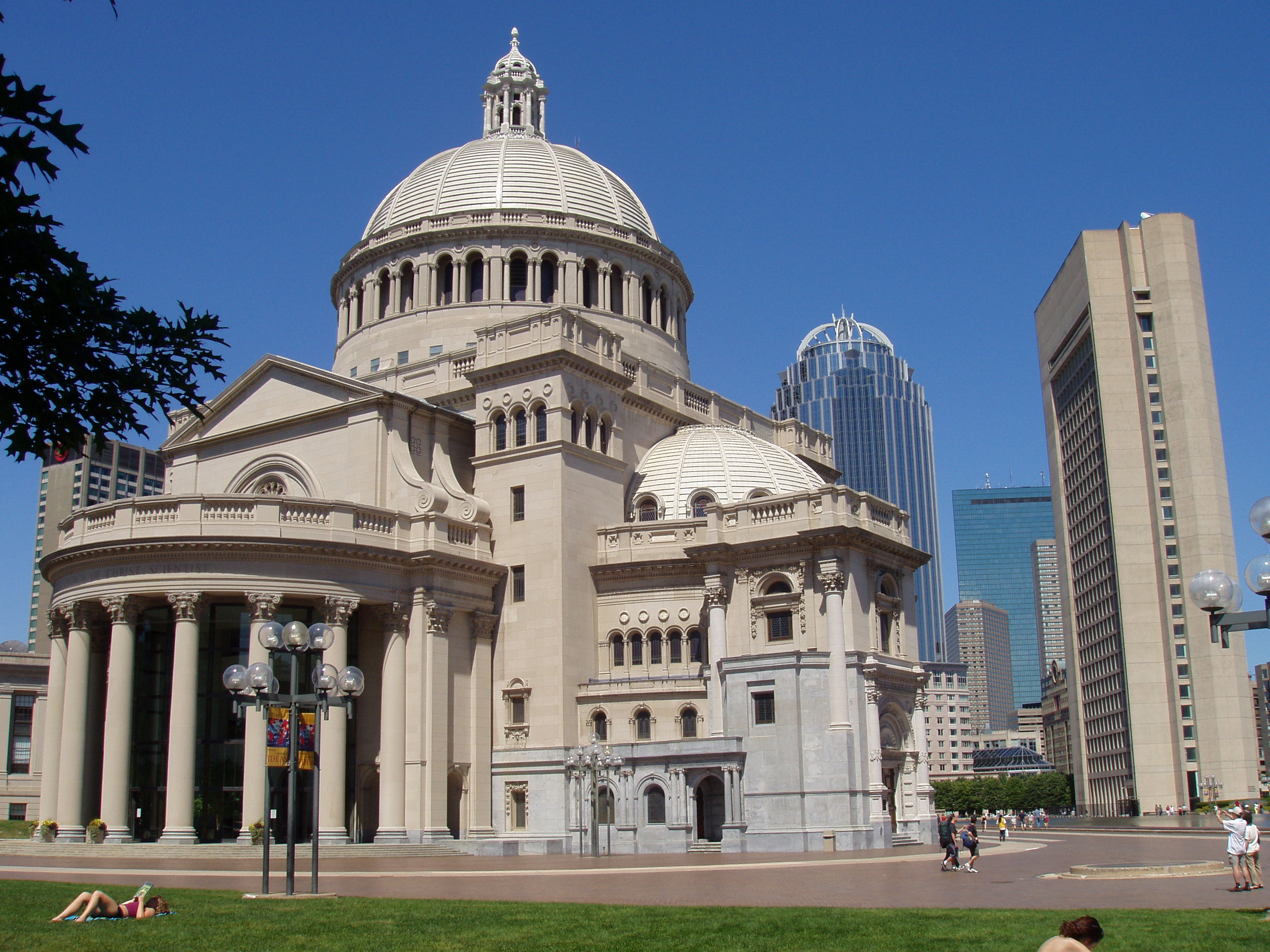
A Igreja Mãe da Ciência Cristã, Boston, Massachusetts.

Em 2002, um Ato do Congresso Americano, por meio da Resolução 458, reconheceu a Biblioteca Mary Baker Eddy para o Progresso da Humanidade por sua contribuição e pioneirismo no século XIX, e Mary Baker por suas contribuições históricas. Nela estão sob domínio público documentos históricos e originais de todos os escritos de Mary Baker. A biblioteca foi projetada para estar totalmente aberta ao público.

## A Igreja de Cristo, Cientista
Em 1879, fundou A Igreja de Cristo, Cientista, com seus primeiros alunos evangélicos que passaram a ser chamados de "cientistas cristãos", em Boston, Massachusetts. Em 1892, por suposta inspiração divina, transformou a igreja local anteriormente criada numa organização internacional denominada "A Primeira Igreja de Cristo, Cientista – A Igreja Mãe", já plenamente imbuída do caráter universal da Igreja de Cristo.

## Obras
Em português
- Ciência e Saúde com a Chave das Escrituras - O livro-texto da Ciência Cristã
- Manual de A Igreja Mãe
- Retrospecção e Introspecção - Auto-Biografia
- Rudimentos da Ciência Divina
- Não e Sim
- Unidade do Bem
- A Cura Cristã
- A idéia que os homens têm de Deus

Em inglês
- Science And Health, With Key To The Scriptures (disponível em-linha)
- Miscellaneous Writings
- Retrospection and Introspection (disponível em-linha)
- Unity of Good
- Pulpit and Press
- Rudimental Divine Science
- No and Yes
- Christian Science versus Pantheism
- Message to The Mother Church, 1900
- Message to The Mother Church, 1901
- Message to The Mother Church, 1902
- Christian Healing
- The People's Idea of God
- The First Church of Christ, Scientist, and Miscellany
- The Manual of The Mother Church